# Régiment de Barrois (1692)
Pour les articles homonymes, voir Régiment de Barrois (homonymie).
Le régiment de Barrois est un régiment d'infanterie du royaume de France, créé en 1692, devenu sous la Révolution le 91e régiment d'infanterie de ligne.

## Création et différentes dénominations
- 4 octobre 1692 : création du régiment de Barrois
- 14 novembre 1713 : renommé régiment de Conti[1]
- 1776 : renommé régiment de Barrois
- 1er janvier 1791 : renommé 91e régiment d'infanterie de ligne
- 1er octobre 1793 : le 1er bataillon est amalgamé dans la 165e demi-brigade de première formation
- 30 janvier 1794 : le 2e bataillon est amalgamé dans la 166e demi-brigade de première formation

## Équipement

### Drapeaux
6 drapeaux dont un blanc Colonel, et 5 d’Ordonnance, « rouges & isabelles dans les 4 quarrez par opposition, & croix blanches ».

Drapeaux d’Ordonnance
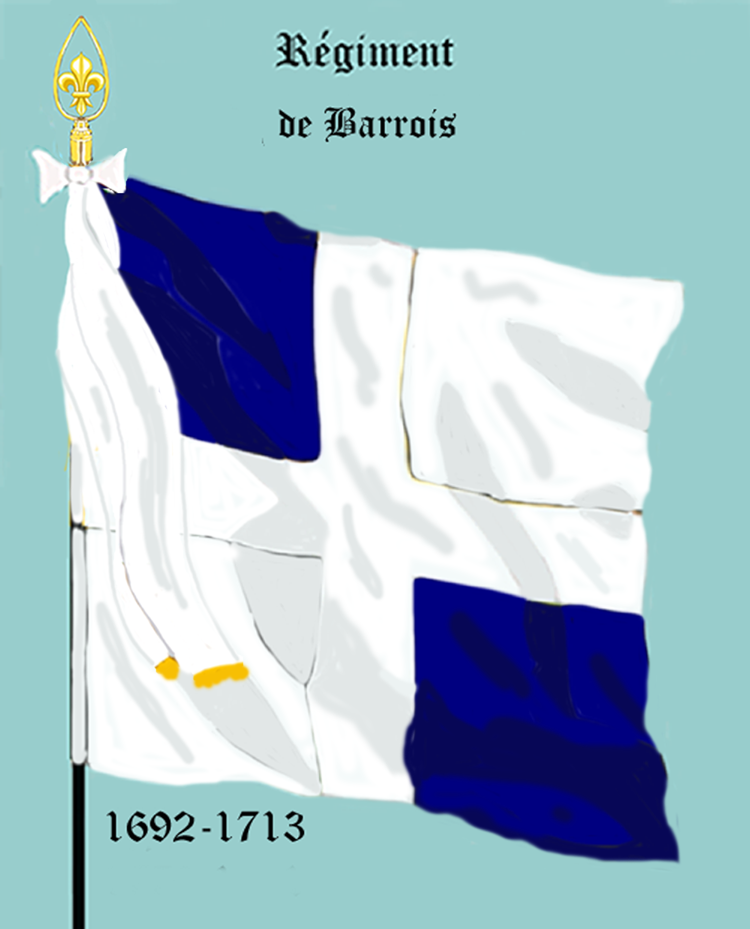
régiment de Barrois de 1692 à 1713
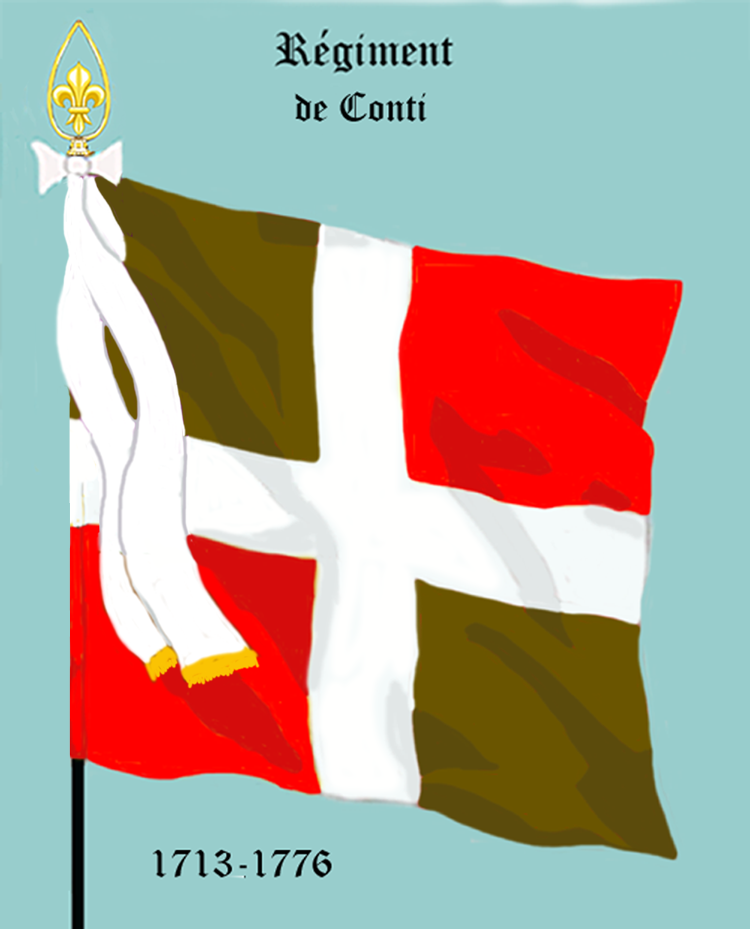
régiment de Conti de 1713 à 1776
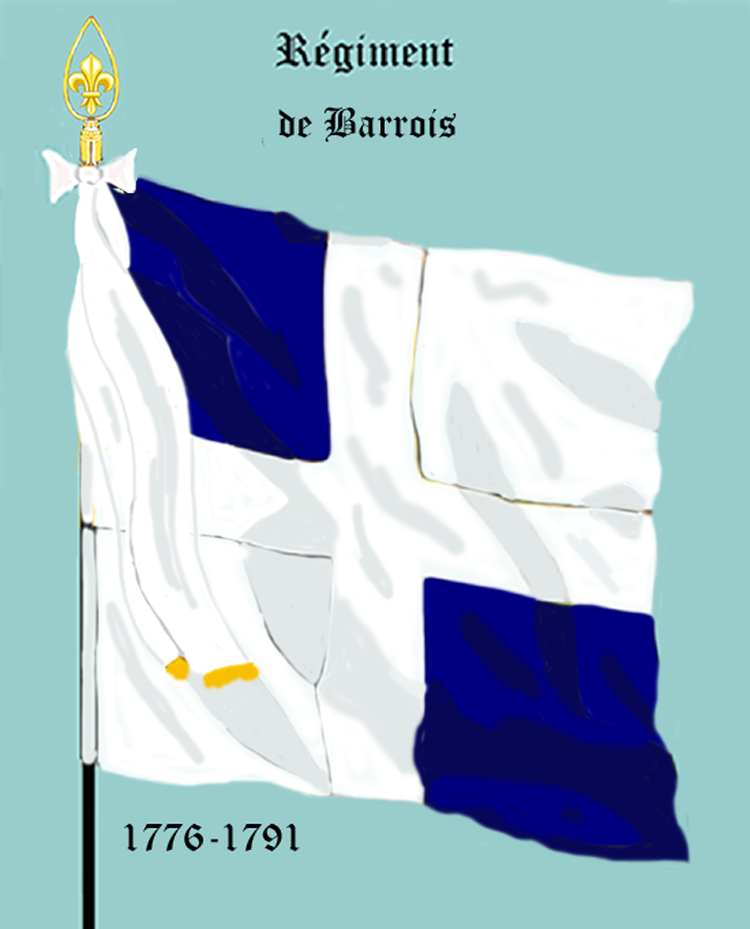
régiment de Barrois de 1776 à 1791

### Habillement

Uniformes
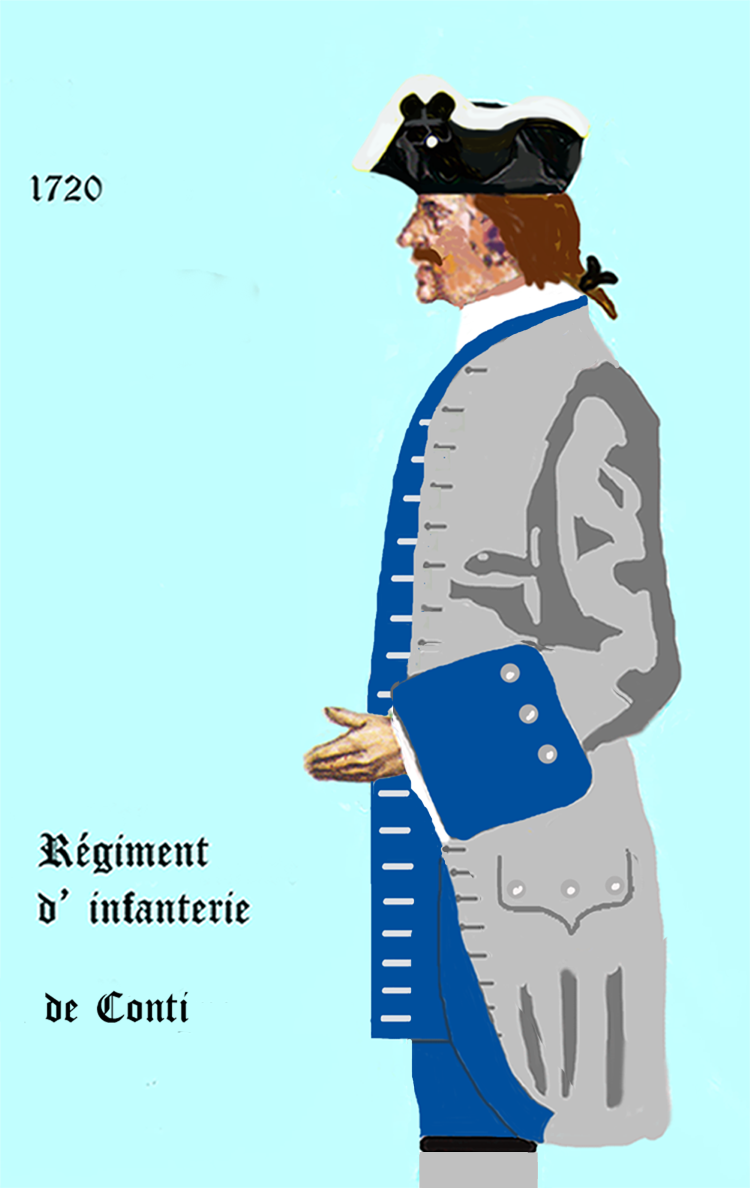
régiment de Conti de 1720 à 1734
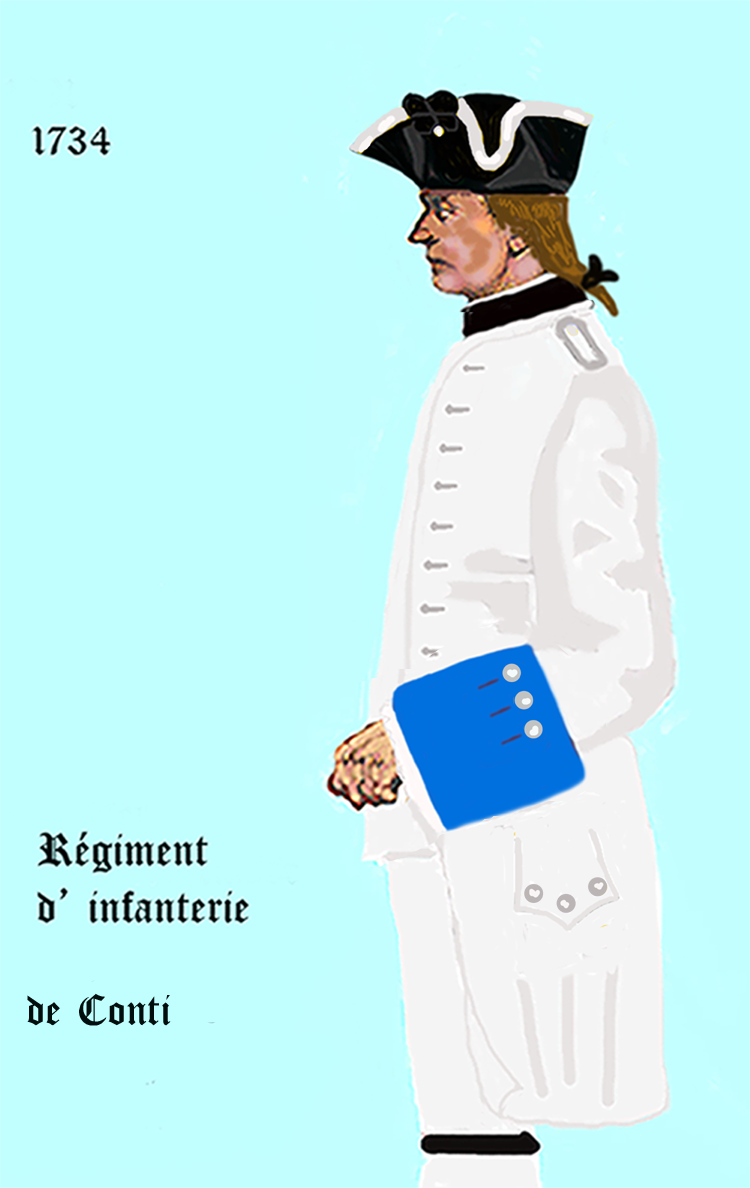
régiment de Conti de 1734 à 1757
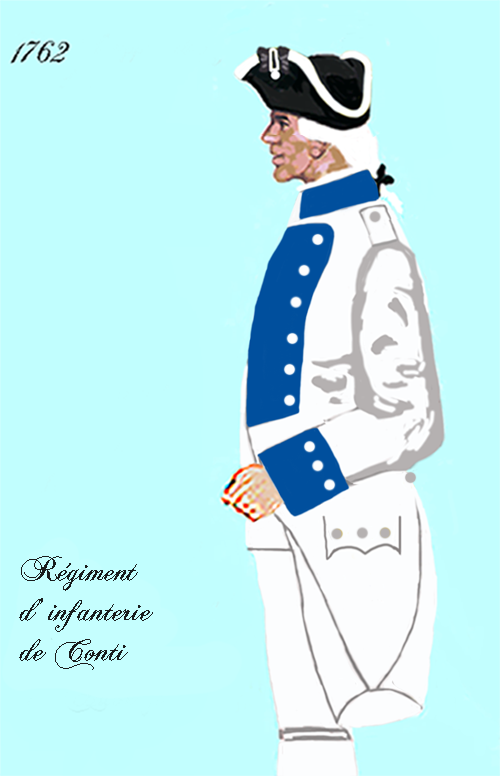
régiment de Conti de 1762 à 1767
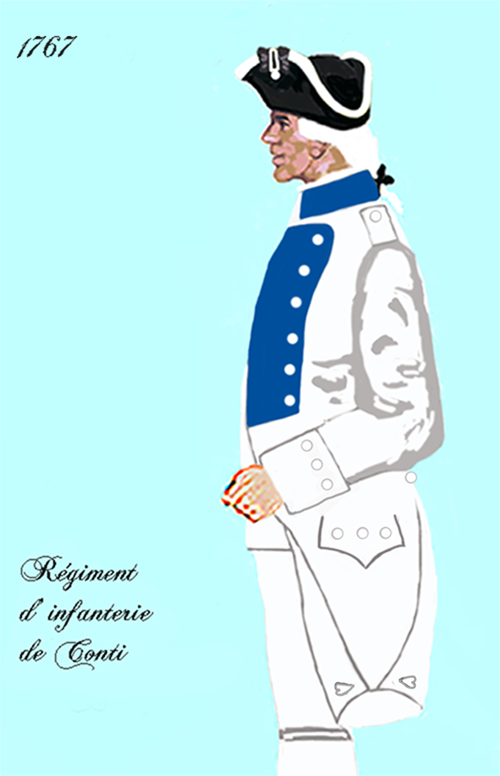
régiment de Conti de 1767 à 1776

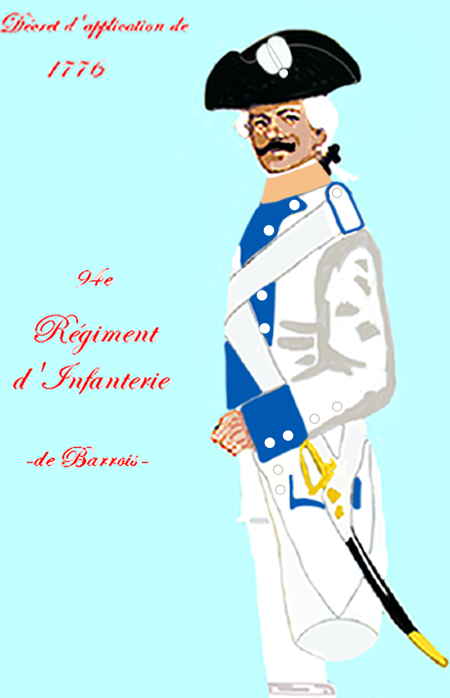
régiment de Barrois de 1776 à 1779
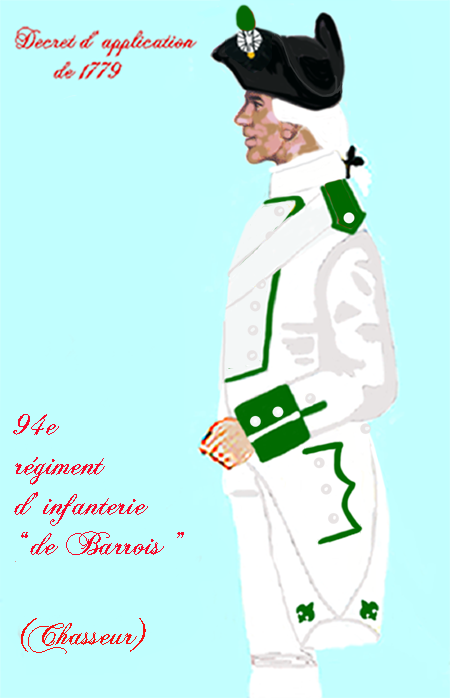
régiment de Barrois de 1779 à 1791
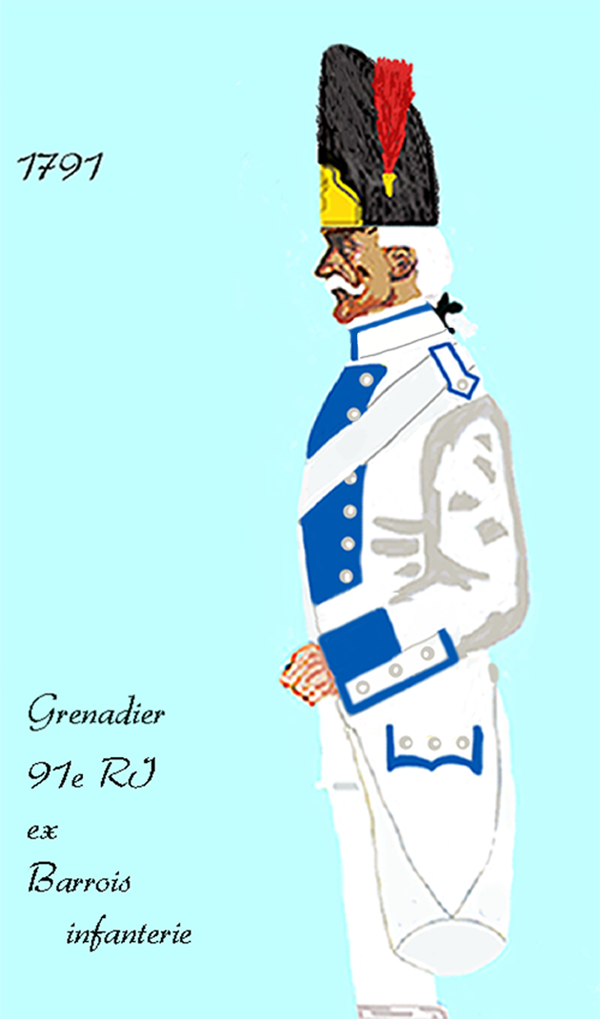
grenadier du 91e régiment d’infanterie de ligne de 1791 à 1792
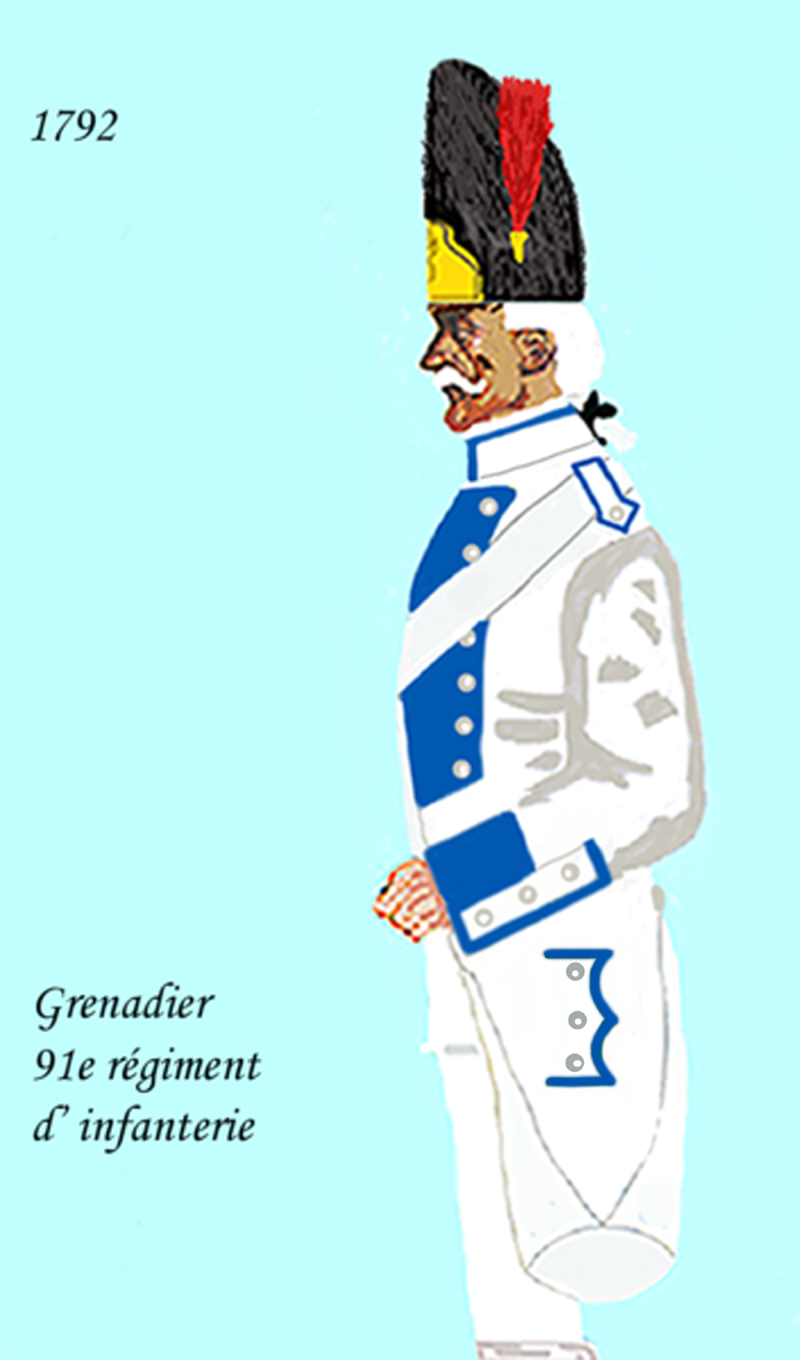
grenadier du 91e régiment d’infanterie de ligne de 1792 à 1794

## Historique

### Colonels et mestres de camp
Colonels propriétaires
- 14 novembre 1713 : Louis-Armand de Bourbon[1], comte de La Marche puis prince de Conti, maréchal de camp le 22 septembre 1713, lieutenant général le 24 janvier 1719, † 4 mai 1727
- 1er juin 1727 : Louis François de Bourbon, prince de Conti, maréchal de camp le 15 juin 1734, lieutenant général le 6 juillet 1735, † 2 août 1776

Colonels commandants
- 4 octobre 1692 : Louis Desmoulins, comte de Lille, brigadier le 29 janvier 1702, maréchal de camp le 26 octobre 1704, lieutenant général le 1er février 1719, † 5 mai 1728
- 26 octobre 1704 : Jean Jacques Desmoulins, chevalier de Lisle
- 21 janvier 1710 : Charles François, marquis de Boufflers-Rémiancourt[3], brigadier le 12 novembre 1708, maréchal de camp le 8 mars 1718, lieutenant général le 15 février 1732, † 16 décembre 1743
- 2 décembre 1710 : Louis Armand François de La Rochefoucaud, comte de Marthon puis duc d’Estissac, brigadier le 20 février 1734
- 9 mars 1735 : Joseph Louis de Vincens de Mauléon, comte de Causans
- 9 mars 1742 : Jacques François Marie de Thibault, marquis de La Carte, brigadier le 2 mai 1744, † 18 juillet 1744
- 19 juillet 1744 : Louis Hector de Sérilly, marquis de Sailly, brigadier le 10 mai 1748
- 7 décembre 1759 : Louis des Acres de l’Aigle, comte de Laigle
- 26 avril 1764 : Joseph Dominique de Guignes de Monton, marquis de Chabrillant
- 1er janvier 1784 : René Eustache, marquis d’Osmond
- 13 avril 1788 : Charles François Rénier, comte de Baschi
- 25 juillet 1791 : Camille de Rossi
- 29 juin 1792 : Pierre Jean François Isidore Pingre de Fricourt
- 15 octobre 1792 : Pierre Jadard, chevalier du Merbion
- 8 mars 1793 : Jacques Ernest Kricq

### Campagnes et batailles
- En août 1703, pendant la guerre de succession d'Espagne dans les Pays-Bas espagnols, le siège d'Huy[4].

Lors de la réorganisation des corps d'infanterie français de 1762, le régiment de Conti conserve ses deux bataillons.
L'ordonnance arrête également l'habillement et l'équipement du régiment comme suit
Habit, collet,parements, veste et culotte blancs, revers bleus, pattes ordinaires garnies de trois boutons, autant sur la  manche, quatre au revers et quatre au-dessous : boutons blancs, avec le no 82. Chapeau bordé d'argent.
1 sous-officiers et 2 soldats de ce régiment sont morts aux États-Unis durant guerre d'indépendance des États-Unis.
Le 91e régiment d’infanterie de ligne a fait les campagnes de 1792 à 1794 à l’armée d’Italie.

### Quartiers
- Toulon et Marseille[2]
- 1732-1733 : Marsal

### Sources et bibliographie
- Jacques de Quincy, Histoire militaire du règne de Louis le Grand, vol. 4, (Paris), 1726, 703 p..
- de Courcelles, Dictionnaire historique et biographique des généraux français, vol. 2, (Paris), 1821, 487 p..
- Chronologie historique-militaire, par M. Pinard, tomes 1, 5 et 8, Paris 1760, 1762 et 1778